# 微非洲脂鯉
微非洲脂鯉（学名：Brycinus minutus）為輻鰭魚綱脂鯉目脂鯉亞目鮭脂鯉科的其中一種，為熱帶淡水魚，分布於非洲特坎那湖流域，體長可達3.3公分，棲息在底中層水域，生活習性不明。
其种加词“minutus”意为“微小的”。